# Großer Preis von Belgien 1939

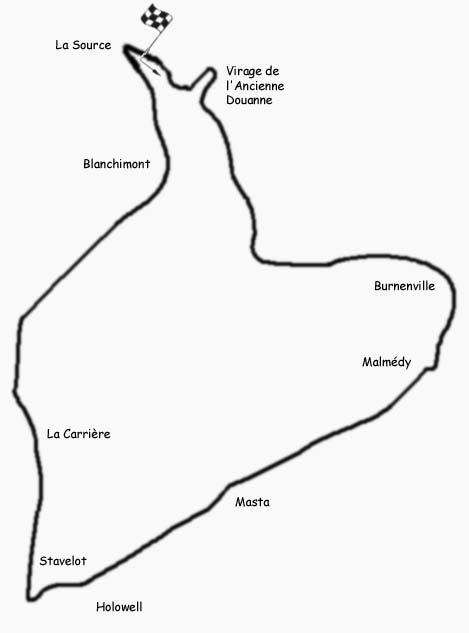
Der Circuit de Spa-Francorchamps in seiner befahrenen Version.

Der VIII. Große Preis von Belgien fand am 25. Juni 1939 auf dem Circuit de Spa-Francorchamps statt. Als Grande Épreuve zählte das Rennen zur Grand-Prix-Europameisterschaft 1939 und wurde nach den Bestimmungen der Internationalen Grand-Prix-Formel (i. W. Rennwagen bis 3 Liter Hubraum mit Kompressor und bis 4,5 Liter Hubraum ohne Kompressor; Mindestgewicht 850 kg; Renndistanz mindestens 300 km) über 35 Runden à 14,5 km ausgetragen, was einer Gesamtdistanz von 507,5 km entsprach.
Sieger wurde Hermann Lang auf einem Mercedes-Benz W 154, der damit seinen ersten Erfolg in einem offiziellen Internationalen Grand Prix errang. Das Rennen wurde jedoch vom tödlichen Feuerunfall seines Teamkollegen Richard Seaman überschattet.

## Rennen
Nach den Siegen in den Frühjahrsrennen von Pau, Tripolis und beim Eifelrennen auf dem Nürburgring reiste Mercedes-Benz mit Hermann Lang als klarer Favorit zum Auftakt der offiziellen Grand-Prix-Saison nach Spa-Francorchamps. Daneben standen dem amtierenden Europameister Rudolf Caracciola, dem erfahrenen, aber oft etwas unglücklich agierenden Manfred von Brauchitsch und dem jungen Briten Richard Seaman, der im Vorjahr beim Großen Preis von Deutschland seinen ersten Grand-Prix-Erfolg gefeiert hatte, als Stammfahrer des Teams drei weitere Mercedes-Benz W 154 zur Verfügung, die hier zum ersten Mal alle mit Zweistufenaufladung ins Rennen geschickt wurden.
Auto Union war erst zum Eifelrennen in die Rennsaison eingestiegen, wo Tazio Nuvolari mit dem Auto Union Typ D auf Anhieb an die starken Leistungen zum Ende des vergangenen Jahres anknüpfen konnte und zweiter geworden war. Seine Partner im Team waren wie üblich Rudolf Hasse, der den Großen Preis von Belgien von 1937 gewonnen hatte, und der junge Hermann Paul „H.P.“ Müller, der sich 1938 bei der Auto Union vom Nachwuchs- zum Stammfahrer entwickelt hatte. Weil Hans Stuck gerade auf einer Rumänienreise einige Rennen bestritt, kam auf dem vierten Auto der populäre Motorradstar Georg „Schorsch“ Meier als Juniorfahrer des Teams zu seinem ersten Grand-Prix-Einsatz.
Die einzige ernsthafte Konkurrenz für die deutsche Streitmacht stellte der über den Winter noch einmal völlig überarbeitete Alfa Romeo Tipo 316 von Giuseppe Farina dar, der für das Team als einziger Fahrer ins Rennen ging. In der Gruppe der Privatfahrer – von denen nach langer Zeit zum ersten Mal wieder einige zum Rennen eingeladen worden waren – konnte sich dagegen allenfalls Raymond Sommer mit seinem älteren Tipo 308 noch Außenseiterchancen ausrechnen.
Am Renntag war es regnerisch und die Streckenverhältnisse entsprechend wechselhaft, was es den Fahrern schwer machte, sich auf den Kurs einzustellen. Aus der Startaufstellung heraus, die in Spa traditionellerweise weiterhin per Losverfahren ermittelt worden war, machte Farina von seiner guten Position in der ersten Reihe Gebrauch, um als Erster durch die neu gestaltete Passage von Eau Rouge zu kommen. Wegen des Leistungsnachteils des Alfa Romeos gegenüber den deutschen Silberpfeilen musste er jedoch Position um Position abgeben und war – obwohl nach wie vor bestplatzierter Teilnehmer auf einem nicht-deutschen Fabrikat – zum Zeitpunkt seines Ausscheidens in der zweiten Rennhälfte bereits zweimal überrundet.
In der Zwischenzeit war Müller als Führender aus der ersten Runde gekommen, dicht gefolgt von Lang auf Mercedes, der wegen der aufgewirbelten Gischt des vor ihm fahrenden Auto Union nicht überholen konnte. Obwohl Müller mehrfach blaue Flaggen gezeigt wurden,  als Zeichen, einen nachfolgenden Teilnehmer passieren zu lassen, hatte der erboste Mercedes-Fahrer keine Chance, vorbeizukommen, so dass er seinem Konkurrenten später sogar absichtliches Blockieren vorwarf. In der neunten Runde hatte Lang schließlich genug und ließ seine Teamkollegen Caracciola und Seaman passieren, damit diese nun ihrerseits den Kampf mit dem führenden Auto-Union-Fahrer aufnehmen konnten. Caracciola kam jedoch bei seinem Überholversuch in der La-Source-Haarnadel von der Strecke ab und würgte dabei auch noch den Motor ab, so dass er das Rennen aufgeben musste.
Eine Runde später legte Müller jedoch einen frühen Tankstopp ein, so dass nun Seaman mit schon einigen Sekunden Vorsprung auf Lang die Führung übernehmen konnte. Bei nachlassendem Regen wurden die Rundenzeiten nun immer schneller und obwohl die Streckenverhältnisse weiterhin trügerisch blieben, lieferten sich die beiden Mercedes-Piloten an der Spitze ein packendes Fernduell. Kurz vor Ende der 22. Runde geschah dann jedoch das Unglück, als Seaman auf dem rutschigen Belag von der Strecke abkam und sein Mercedes seitwärts gegen einen Baum geschleudert wurde. Mit einer gebrochenen Hand und vom Lenkrad eingeklemmt konnte er sich mit eigener Kraft nicht aus dem Auto befreien, das unmittelbar nach dem Einschlag in Flammen aufging. Als man ihn schließlich aus dem Cockpit herausgezogen hatte, hatte er bereits schwerste Verbrennungen erlitten, denen er noch in der gleichen Nacht im Krankenhaus erlag.
Lang, der den Unfall direkt vor sich mitbekommen hatte, stoppte kurz an der Box, um das Team zu informieren, nahm das Rennen dann aber sichtlich geschockt noch einmal auf. Nuvolari war nun Zweiter, aber sein Aufholversuch wurde durch einen Abflug in die Streckenbegrenzung jäh beendet. Unter dem Eindruck der Ereignisse hatte man jedoch vergessen, den Führenden noch einmal zum Nachtanken hereinzuholen, so dass ihm zum Ende der vorletzten Runde das Benzin ausging. Mit bereits stehendem Motor gelang es ihm, gerade noch an die Box zu rollen, aber bis er wieder auf die Strecke zurückkam, war der zu diesem Zeitpunkt zweitplatzierte Hasse auf Auto Union gerade durchgefahren. In einem dramatischen Finale kämpfte sich Lang jedoch wieder vorbei, um am Ende doch noch den ersten Grand-Prix-Sieg seiner Karriere zu erringen.

## Meldeliste
| Team              | Nr.  | Fahrer                  | Info | Chassis             | Motor                                   | Reifen |
| ----------------- | ---- | ----------------------- | ---- | ------------------- | --------------------------------------- | ------ |
| Auto Union AG     | 02   | Tazio Nuvolari          |      | Auto Union Typ D    | Auto Union 3.0L V12 Kompressor          |        |
| Auto Union AG     | 04   | Rudolf Hasse            |      | Auto Union Typ D    | Auto Union 3.0L V12 Kompressor          |        |
| Auto Union AG     | 06   | Hermann Paul Müller     |      | Auto Union Typ D    | Auto Union 3.0L V12 Kompressor          |        |
| Auto Union AG     | 08   | Georg Meier             |      | Auto Union Typ D    | Auto Union 3.0L V12 Kompressor          |        |
| G. Farina         | 10   | Giuseppe Farina         |      | Alfa Romeo Tipo 316 | Alfa Romeo 3.0L U16 Kompressor          |        |
| R. Sommer         | 12   | Raymond Sommer          |      | Alfa Romeo Tipo 308 | Alfa Romeo 3.0L I8 Kompressor           |        |
| R. Mazaud         | 14   | Robert Mazaud           |      | Delahaye 135CS      | Delahaye 3.6L I6                        |        |
| Écurie Autosport? | 16 a | Toulo de Graffenried?   | DNA  | Maserati 6C-34      | Maserati 3.0L I6 Kompressor             |        |
| L. Gérard         | 18   | Louis Gérard            |      | Delahaye 135CS      | Delahaye 3.6L I6                        |        |
| Daimler-Benz AG   | 20   | Rudolf Caracciola       |      | Mercedes-Benz W 154 | Mercedes-Benz M 154 3.0L V12 Kompressor |        |
| Daimler-Benz AG   | 22   | Hermann Lang            |      | Mercedes-Benz W 154 | Mercedes-Benz M 154 3.0L V12 Kompressor |        |
| Daimler-Benz AG   | 24   | Manfred von Brauchitsch |      | Mercedes-Benz W 154 | Mercedes-Benz M 154 3.0L V12 Kompressor |        |
| Daimler-Benz AG   | 26   | Richard Seaman          |      | Mercedes-Benz W 154 | Mercedes-Benz M 154 3.0L V12 Kompressor |        |
| A. Mandirola      | 28   | Adolfo Mandirola        | DNA  | Maserati 8CM        | Maserati 3.0L I8 Kompressor             |        |

## Startaufstellung
Die Startpositionen wurden nicht anhand der Trainingszeiten zugeordnet, sondern vom Veranstalter vorgegeben.
| Farina    |        | Lang       |                 | Müller |
|           |        |            |                 |        |
|           | Seaman |            | Nuvolari        |        |
|           |        |            |                 |        |
| Hasse     |        | Caracciola |                 | Meier  |
|           |        |            |                 |        |
|           | Sommer |            | von Brauchitsch |        |
|           |        |            |                 |        |
| Mandirola |        | Gérard     |                 | Mazaud |

## Rennergebnis
| Pos. | Nr. | Fahrer                  | Konstrukteur  | Runden | Zeit          | Ausfallgrund     | EM-Punkte |
| ---- | --- | ----------------------- | ------------- | ------ | ------------- | ---------------- | --------- |
| 1    | 22  | Hermann Lang            | Mercedes-Benz | 35     | 3:21:21,0 h   |                  | 1         |
| 2    | 04  | Rudolf Hasse            | Auto Union    | 35     | + 0016,9 s    |                  | 2         |
| 3    | 24  | Manfred von Brauchitsch | Mercedes-Benz | 35     | + 01:53,0 min |                  | 3         |
| 4    | 12  | Raymond Sommer          | Alfa Romeo    | 33     | + 2 Runden    |                  | 4         |
| 5    | 14  | Robert Mazaud           | Delahaye      | 31     | + 4 Runden    |                  | 4         |
| 6    | 18  | Louis Gérard            | Delahaye      | 30     | + 5 Runden    |                  | 4         |
| DNF  | 02  | Tazio Nuvolari          | Auto Union    | 28     |               | Unfall           | 4         |
| DNF  | 06  | Hermann Paul Müller     | Auto Union    | 26     |               | Ventil           | 5         |
| DNF  | 26  | Richard Seaman          | Mercedes-Benz | 21     |               | tödlicher Unfall | 5         |
| DNF  | 10  | Giuseppe Farina         | Alfa Romeo    | 20     |               | Kompressor       | 5         |
| DNF  | 28  | Adolfo Mandirola        | Maserati      | 19     |               | Aufhängung       | 5         |
| DNF  | 08  | Georg Meier             | Auto Union    | 13     |               | Unfall           | 6         |
| DNF  | 20  | Rudolf Caracciola       | Mercedes-Benz | 7      |               | Unfall           | 7         |

Schnellste Rennrunde:  Hermann Lang (Mercedes-Benz), 5:19,9 min = 163,2 km/h